# Sloppy joe

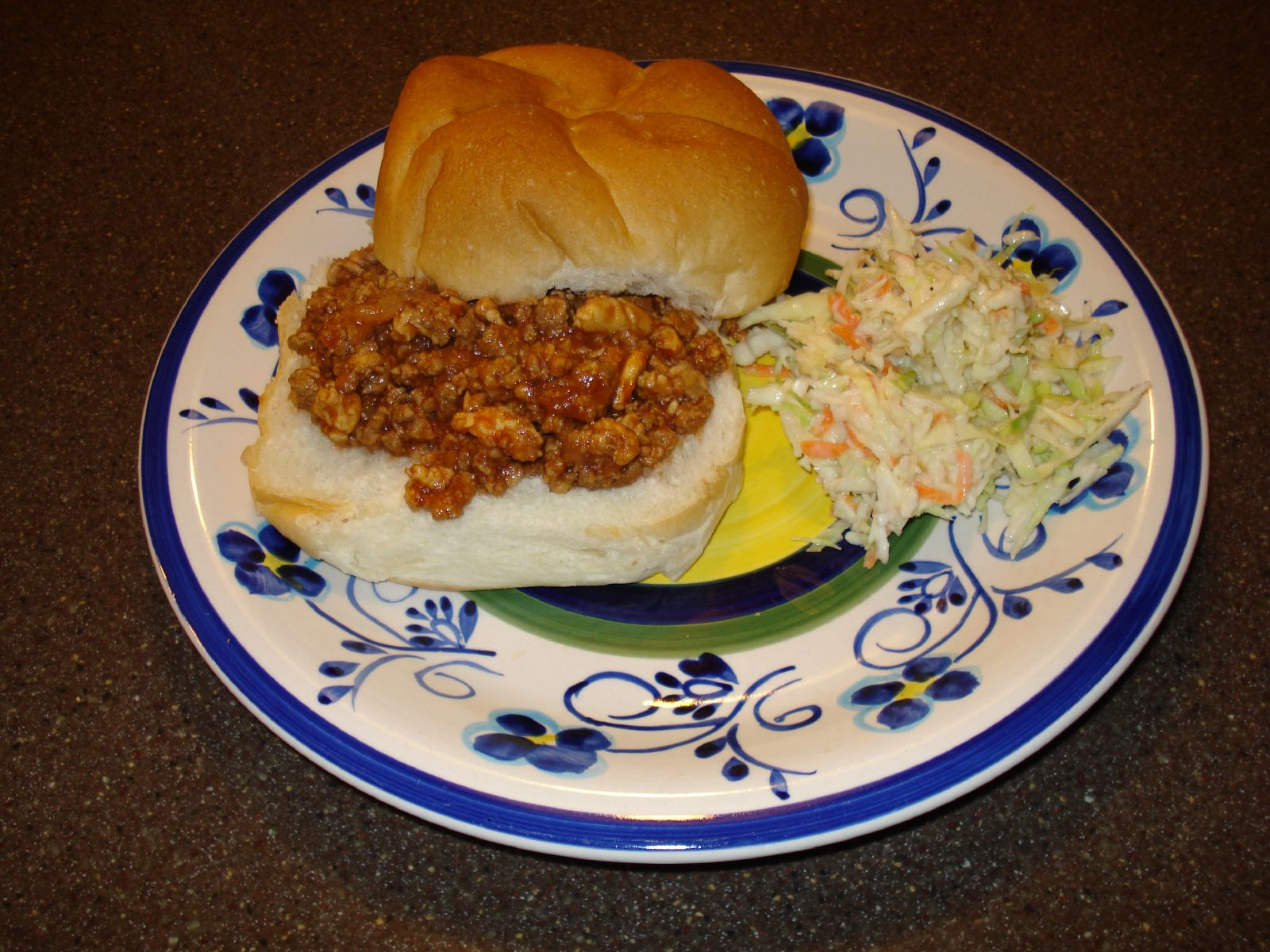
Sloppy joe casero servido con coleslaw.

El sloppy Joe es un sándwich caliente que se sirve en Estados Unidos y que se compone de carne de vacuno picada (generalmente finamente desmenuzada) condimentados con diversas salsas como puede ser la salsa de tomate o la salsa barbacoa. Estas salsas se untan entre los dos panes que forman el sándwich. Cuando se elabora el Sloppy Joe con carne de pavo se denomina Sloppy Tom.

## Origen del nombre
El nombre de "sloppy" (desordenado) proviene del hecho de que al comer este sándwich a menudo la carne se derrama. A veces para que no ocurra esto se suele servir en forma de "tostada" o sándwich abierto de una sola cara. Un Sloppy Joe servido sin pan se suele denominar como un saucy beefeater, una referencia de los beefeaters.